# Географија Русије
Русија је највећа, по површини држава на свету која се налази у Европи и Азији. Европски део Русије укључује само Руске територије западно од планине Урал. Русија нема повољну климу (понекад је превише хладно, понекад превише суво), па је пољопривреда ове земље мање развијена. Русији припадају најдубље језеро на свету, најдужа река, као и највиша планина у Европи. Клима је слична као клима Северне Америке.
Русија се обично дели на западни европски (око 3.500.000 km²) и источни азијски део - Сибир (13.500.000 km²). Природну границу ових двеју делова чини планина Урал, која се простире у смеру север - југ у дужини од око 2.100 km од Северног леденог океана до границе са Казахстаном.
Русија има 37.000 километара морске обале и излази на три океана: Атлантски, Северни ледени и Тихи океан. Највећа острва и архипелази су: Нова Земља, Земља Франца Јозефа, Новосибирска острва, Сахалин, Курилска острва итд. 
Већина предела Русије су равнице, које су на југу степе, док су на северу шумовите. На крајњем северу су предели тундри. Поред Урала, планине Русије су: Кавказ (врх Елбрус је са 5.642 метара највиши врх Русије и Европе), Алтај и вулкани на Камчатки. 
У Русији је највеће слатководно језеро по запремини на свету - Бајкалско језеро. Највеће реке Русије су Волга и Дон у европском делу, и Об, Иртиш, Јенисеј, Лена и Амур у азијском.

### Европска Русија
Највећи део европског дела Русије заузима Источноевропска равница, са низијским рељефом који само понегде прелази у узвишења (Валдајска и Средњоруска на западу, Приволжје уз средњи ток Волге) чији врхови не прелазе 200 - 400 m. Кроз ову низију протиче Волга (3.688 km), привредно и културално најважнија река Русије. Превладава континентална клима која на крајњем северу прелази у поларну, а у уском појасу црноморског приобаља у медитеранску. Од севера према југу ређају се појасеви црногоричне шуме, мешане шуме, прелазне шумско-степске зоне, и степа покривена плодном црницом (черноземом). Уз обале Каспијског мора због јаког испаравања присутна је и полупустиња.
На крајњем југу европске Русије границу са Грузијом и Азербејџаном чини планина Кавказ са највишом тачком Русије, Елбрусом (5.633 m).

### Сибир и Далеки исток
На западу Сибира простире се велика Западносибирска равница кроз коју протиче најдужа руска река Об (са Иртишем 5.568 km, 5. на свету). Између реке Јенисеј на западу Лене на истоку налази се Средњосибирска висораван са врховима до 1.700 m. Средњојакутска равница кроз коју протиче Лена дели ову висораван од планинских ланаца источног Сибира.
На југу и истоку Сибира до обала Тихог океана превладава планински рељеф са ланцима чији су врхови углавном изнад 2.000 m (Белуха у Алтајском ланцу - 4.506 m, Кључевскаја Сопка на Камчатки - 4.750 m). Овде се налази и највеће и најдубље руско језеро - Бајкалско (31.500 km&sup2; дубина 1.637 m, најдубље на свету).
Клима већег дела Сибира је врло оштра континентална која на северу прелази у поларну, а на већим надморским висинама у планинску. Превладавају густе црногоричне шуме - тајге, са зонама оскудне вегетације - тундрама - и зонама трајног леда на крајњем северу. Руски далеки исток има монсунску климу.

### Галерија руских предела
- Призор из околине Јарослава
- Субполарни Урал
- Тајга код Архангелска зими
- Кланац у Дагестану на Кавказу
- Обала језера Бајкал
- Спепа у подножју Алтајских планина
- Река Васјуган у Сибиру
- Вулкан на Камчатки

### Флора и фауна
- Брезова шума у Русији
- Сибирски ариш
- Мрки медвед
- Сибирки тигар

### Транспорт
Велике удаљености и често сурови климатски услови веома су утицали су на развој транспортне инфраструктуре у Русији. У превозу робе, а и путника још увек доминантну улогу има железница. Железничка мрежа има 87.000 km пруга у јавној употреби и 63.000 km индустријских пруга. Удео железнице у укупном превозу робе је 83,2%, а путника 40,9%. У Русији се налази и најдужа светска железничка пруга, 9.289 km дуга Транссибирска железница која повезује Москву и Владивосток на Тихом океану.
Иако је путна инфраструктура у прилично лошем стању, без савремених ауто-путева, путни превоз је у успону. Аутомобил је данас у Русији све мање статусни симбол, посебно у великим градовима што доводи до великих гужви и једне од највећих стопа смртности у друмским саобраћајним несрећама у Европи.
Ваздушни превоз је у сталном порасту па има доминантну улогу у путничком превозу на релацијама већим од 1.500 km. Највеће авионске компаније су Аерофлот, затим С7 ерлајнс, Пулково и КрасЕр.

### Границе
На западу Русија граничи са (од севера према југу):
- Норвешком
- Финском
- Естонијом
- Летонијом
- Белорусијом
- Украјином

Руска енклава Калињинградска област граничи и са Литванијом и Пољском.
На југу граничи са (од запада према истоку):
- Абхазијом¹
- Грузијом
- Јужном Осетијом¹
- Азербејџаном
- Казахстаном
- Кином
- Монголијом
- Северном Корејом
- Јапаном (морска граница)

¹Суверенитет ових територија је споран, али га Русија признаје.
На истоку граничи са САД (морска граница).